# Montserrat Roura
Montserrat Roura i Massaneda (Riudellots de la Selva, Gerona, 8 de noviembre de 1957) es una política española. Ha sido diputada al Parlamento de Cataluña en la IX y X legislaturas por CiU.

## Biografía
Nacida en Riudellots de la Selva, Gerona, el 8 de noviembre de 1957, estudió Psicología clínica por la Universidad de Barcelona. Desde 1978 ha trabajado como funcionaria del Departamento de Bienestar y Familia de la Generalidad de Cataluña.
En las Elecciones municipales de 1979 cerró la lista de Centristes de Catalunya-UCD en Riudellots de la Selva, sin entrar en el consistorio. Como militante de Convergencia Democrática de Cataluña (CDC), participó en las elecciones municipales de 2003, saliendo elegida como alcaldesa de Riudellots de la Selva, cargo que ha revalidado en las elecciones municipales de 2007, 2011 y 2015.
El año 2011 sustituyó en su escaño Eudald Casadesús y Barceló, escogido diputado a las elecciones en el Parlamento de Cataluña de 2010. En febrero de 2013 sustituyó en su escaño Santi Vila y Vicente, escogido diputado a las elecciones en el Parlamento de Cataluña de 2012. El marzo de 2013 renunció a su escaño cuando fue nombrada directora de los Servicios Territoriales de Bienestar Social y Familia de la Generalidad de Cataluña.